# Theodemar
Theodemar was waarschijnlijk koning van de Sueben in Gallaecia (het huidige Galicië) tussen 561/566 en 570.

## Context
In de periode van zijn voorgangers Carriaric en Ariamir veranderden de Sueben van geloofsovertuiging, van het arianisme naar de geloofsbelijdenis van Nicea. Tijdens zijn regeerperiode was bisschop Martinus van Braga nog steeds actief. Onder zijn impuls riep Theodemar in 569 het Eerste Concilie van Lugo bijeen, waardoor het aantal bisdommen binnen het koninkrijk toenam.
In dat zelfde jaar 569 viel de Visigoot Leovigild het land binnen, dit betekende het begin van het einde van het Suebenrijk en de inlijving in het Visigotische Rijk.